# Piper poscitum
Piper poscitum är en pepparväxtart som beskrevs av Trel. & Yunck.. Piper poscitum ingår i släktet Piper och familjen pepparväxter. Inga underarter finns listade i Catalogue of Life.